# ميناء عكا

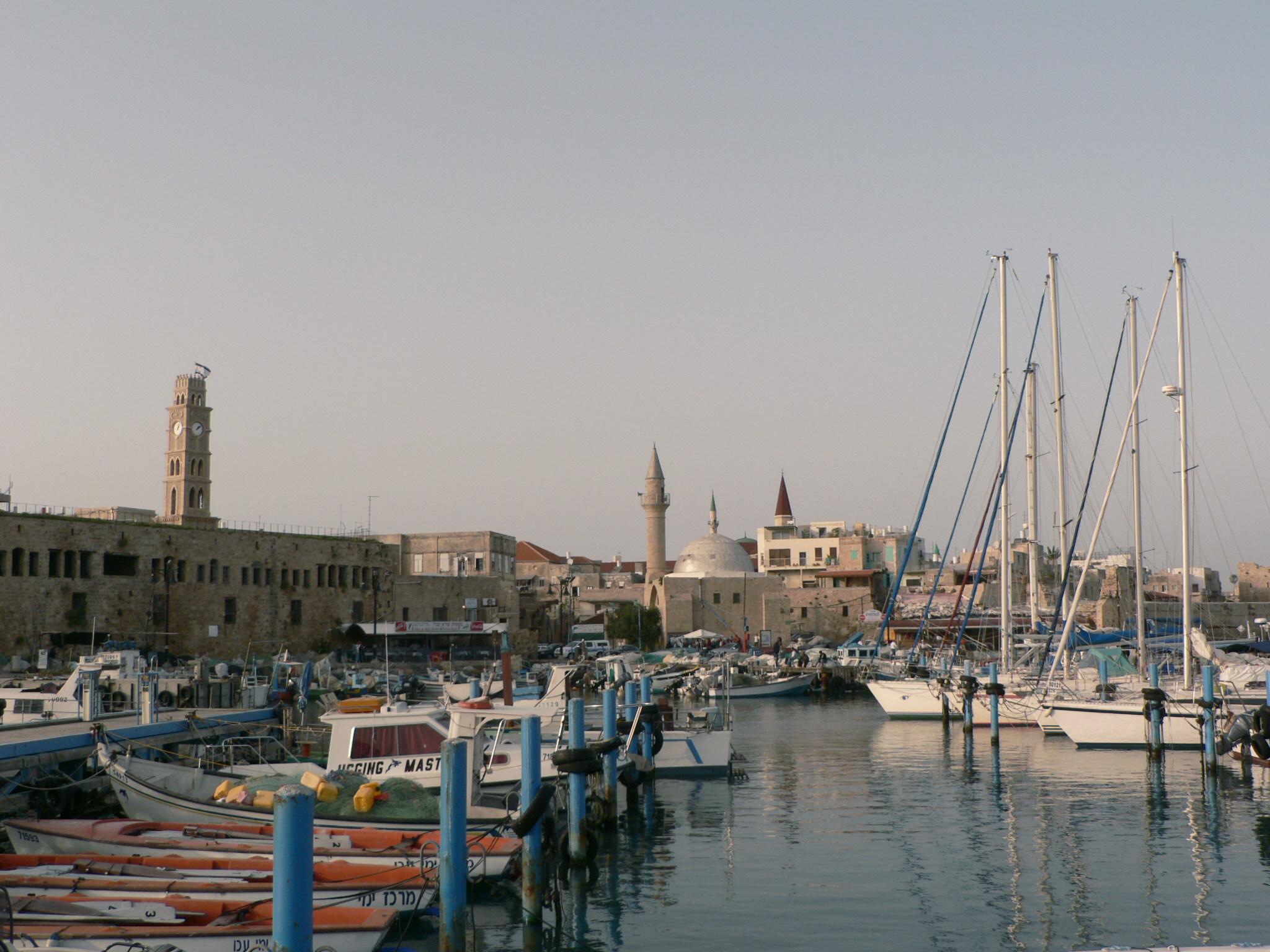
ميناء عكا

ميناء عكا (بالعبرية: נמל עכו) هو أحد أقدم وأهم موانئ فلسطين التاريخية. يقع اليوم ضمن لواء الشمال الإسرائيلي، على الشاطئ الشرقي للبحر المتوسط. أصبح ميناء عكا في بداية القرن الفائت بعد تطور ميناء حيفا المجاور له، ميناء ثانويا لإستخدام قوارب الصيد المتوسطة والصغيرة، وازداد إهماله بقرار إسرائيل بمنع السفن الكبيرة من الرسو عليه بعد النكبة، بعد أن كان أحد موانئ الفلسطينيين إلى العالم الخارجي قبل ذلك. يُشار إلى أنه يوجد منارة تعتلي الميناء.

## تاريخ

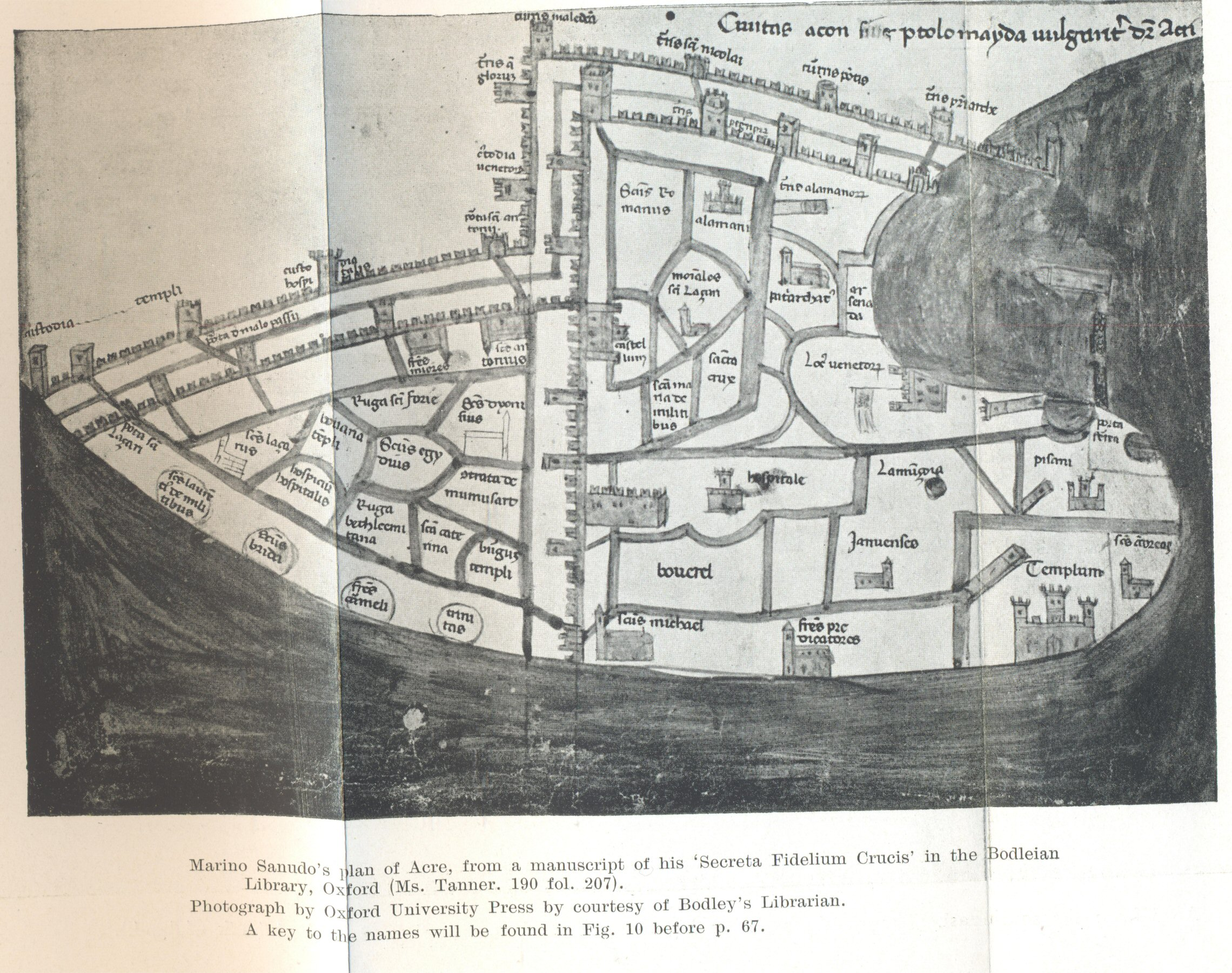
خريطة لميناء عكا من عام 1321.

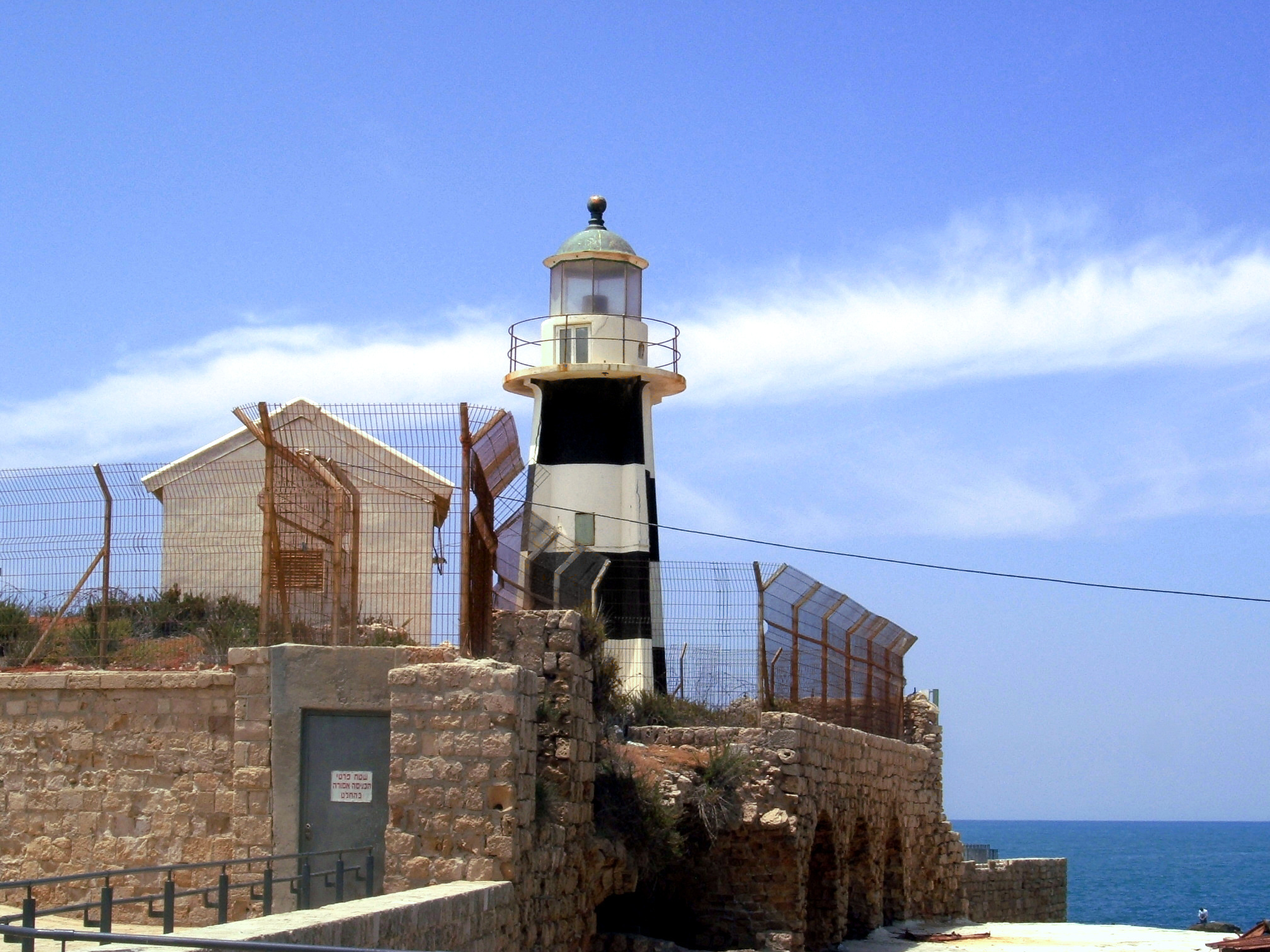
منارة الميناء.

تأسس الميناء في الألف الثالثة ق.م على يد الكنعانيين (الجرشانين)، الذين جعلوا منه مركزاً تجارياً. تم ذكره لأول مرة بعد الغزو المصري لفلسطين عام 525 ق.م.
أصبحت عكا بعد ذلك جزءا من دولة الفينيقيين، ثم احتلها العديد من الغزاة كالإغريق والرومان والفرس والفرنجة الصليبيون. فتحها العرب المسلمون سنة 636 م / 16 هـ على يد شرحبيل بن حسنة. وفي سنة 20 هـ أنشأ فيها معاوية بن أبي سفيان داراً لصناعة السفن، ومنها انطلقت أول غزوة لجزيرة قبرص عام 28 هـ.
في عام 1104 م غزا الفرنجة عكا وكانت المدينة مرسى مهم في هذه المنطقة. وأصبحت الميناء الرئيسي والحصن المنيع لهم، وقسمت إلى أحياء، حيث تركزت كل جالية منهم بحيّ خاص بها، مثل بيزا، جنوة، البندقية، فرسان الهيكل، والاسبتاليين. وقد انتهى عهدها الذهبي بسقوطها سنة 1291 م، بيد المملوك الأشرف خليل بن قلاوون. وقد دمّر أسوارها وحصونها خوفًا من عودة الصليبيين إليها، وهكذا فقد سيطر عليها الخراب مدة 400 سنة تقريبًا.وقام سلطان مصر المملولكي الأشرف خليل بتحريرها من الصليبيين وطردهم منها سنة 1291 في ما عرف بـ «فتح عكا». وقد ازدهر الميناء خلال الفترة العثمانية وبداية فترة الانتداب البريطاني على فلسطين.